# 葉山芳ヶ久保テレビ中継局
葉山芳ヶ久保テレビ中継局（はやまよしがくぼテレビちゅうけいきょく）は、神奈川県三浦郡葉山町に置かれているテレビ中継局。

## 概要
- 当テレビ中継局は、三浦郡葉山町長柄130番地の葉山町立長柄小学校東の山に置かれ、該当地域へ電波を発射している。

## 送信施設

### 地上デジタルテレビ放送
| リモコンキーID | 放送局名          | チャンネル | 空中線電力 | ERP    | 放送対象地域                                      | 放送区域内世帯数 | 偏波面   |
| 1              | NHK東京総合テレビ | 46ch       | 10mW       | 11.5mW | 関東広域圏 （茨城県、栃木県及び群馬県を含まない） | 886世帯          | 垂直偏波 |
| 2              | NHK東京教育テレビ | 45ch       | 10mW       | 11.5mW | 全国                                              | 886世帯          | 垂直偏波 |

- 2010年8月6日に予備免許交付、8月30日から試験放送開始、10月29日に本免許交付され同日本放送開始。
- 放送エリアは、三浦郡葉山町の一部地域。

### 地上アナログテレビ放送
| 放送局名          | チャンネル | 空中線電力          | ERP                 | 放送対象地域 | 放送区域内世帯数 | 偏波面   |
| NHK東京教育テレビ | 49ch       | 映像100mW /音声25mW | 映像125mW /音声31mW | 全国         | -                | 垂直偏波 |
| NHK東京総合テレビ | 51ch       | 映像100mW /音声25mW | 映像125mW /音声31mW | 関東広域圏   | -                | 垂直偏波 |

- 2011年7月24日に廃局。

#### 補足
- 民放は、当地にアナログ・デジタル共、中継局を置いておらず、周辺地域の中継局からの電波を受信している。